# Gbalara
Gbalara est une localité située dans le département de Kampti de la province du Poni dans la région Sud-Ouest au Burkina Faso.

## Géographie
Gbalara est situé à environ 8 km au nord-ouest de Kampti et de la route nationale 12, sur la route menant à Loropéni, distant également de 8 km.

## Santé et éducation
Gbalara accueille une maternité isolée tandis que le centre médical le plus proche se trouve à Kampti et que le centre hospitalier régional (CHR) de la province est à Gaoua.